# Elecciones estatales de Campeche de 2006
Las elecciones estatales de Campeche de 2006 se llevaron a cabo el domingo 2 de julio, simultáneamente con las Elecciones presidenciales, en ellas se renovaron los siguientes cargos de elección popular:
- 11 Ayuntamientos: Compuestos por un Presidente Municipal y regidores, electos para un periodo de tres años no reelegibles de manera inmediata.
- 35 Diputados al Congreso del Estado: 21 electos de manera directa por cada uno de los distritos electorales y 14 por un sistema de listas bajo el principio de representación proporcional.
- 20 juntas municipales: organismos administrativos en los cuales se dividen los Ayuntamientos.

## Resultados Federales: Presidente
|  | 32.00 % |

|  | 28.20 % |

|  | 32.40 % |

|  | 2.80 % |

|  | 1.50 % |

|  | 0.50 % |

|  | 3.00 % |

|  | 100.00 % |

### Ayuntamientos

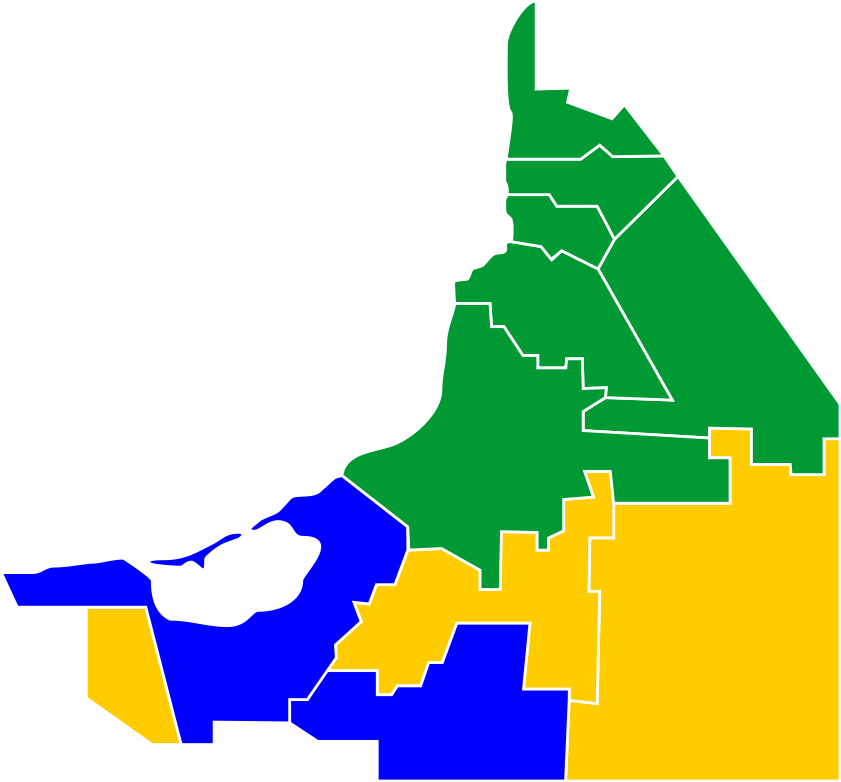
Distribución de Ayuntamientos por partido político.

| Partido/Alianza                                     | Partido/Alianza                                        | Municipios |
| --------------------------------------------------- | ------------------------------------------------------ | ---------- |
|                                                     | Partido Acción Nacional                                | 2          |
|                                                     | Partido Revolucionario Institucional                   | 6          |
|                                                     | Coalición Por el Bien de Todos (PRD, PT, Convergencia) | 3          |
|                                                     | Partido Verde Ecologista de México                     | 0          |
|                                                     | Partido Alternativa Socialdemócrata y Campesina        | 0          |
|                                                     | Partido Nueva Alianza                                  | 0          |
| Fuente: Instituto Electoral del Estado de Campeche. |                                                        |            |

#### Ayuntamiento de Campeche
|  | 38.32 % |

|  | 32.01 % |

|  | 24.94 % |

|  | 3.15 % |

|  | 1.58 % |

|  | 0.13 % |

|  | 96.72 % |

|  | 3.28 % |

|  | 64.64 % |

#### Ayuntamiento de Calkiní
|  | 38.05 % |

|  | 29.43 % |

|  | 20.44 % |

|  | 10.04 % |

|  | 2.04 % |

|  | 0.10 % |

|  | 96.65 % |

|  | 3.35 % |

|  | 74.01 % |

#### Ayuntamiento de Carmen
|  | 37.75 % |

|  | 35.28 % |

|  | 24.80 % |

|  | 1.22 % |

|  | 0.95 % |

|  | 0.15 % |

|  | 96.66 % |

|  | 3.34 % |

|  | 56.46 % |

#### Ayuntamiento de Champotón
|  | 33.49 % |

|  | 30.96 % |

|  | 15.59 % |

|  | 9.90 % |

|  | 4.49 % |

|  | 0.60 % |

|  | 95.06 % |

|  | 4.93 % |

|  | 63.79 % |

#### Ayuntamiento de Hecelchakán
|  | 46.76 % |

|  | 44.34 % |

|  | 6.25 % |

|  | 2.65 % |

|  | 0.22 % |

|  | 0.19 % |

|  | 95.00 % |

|  | 5.00 % |

|  | 77.14 % |

### Diputados
| Partido/Alianza                                     | Partido/Alianza                                        | Distritos |
| --------------------------------------------------- | ------------------------------------------------------ | --------- |
|                                                     | Partido Acción Nacional                                | 5         |
|                                                     | Partido Revolucionario Institucional                   | 15        |
|                                                     | Coalición Por el Bien de Todos (PRD, PT, Convergencia) | 1         |
|                                                     | Partido Verde Ecologista de México                     | 0         |
|                                                     | Partido Alternativa Socialdemócrata y Campesina        | 0         |
|                                                     | Partido Nueva Alianza                                  | 0         |
| Fuente: Instituto Electoral del Estado de Campeche. |                                                        |           |

### Juntas municipales
| Partido/Alianza                                     | Partido/Alianza                                        | Municipios |
| --------------------------------------------------- | ------------------------------------------------------ | ---------- |
|                                                     | Partido Acción Nacional                                | 5          |
|                                                     | Partido Revolucionario Institucional                   | 12         |
|                                                     | Coalición Por el Bien de Todos (PRD, PT, Convergencia) | 2          |
|                                                     | Partido Verde Ecologista de México                     | 1          |
|                                                     | Partido Alternativa Socialdemócrata y Campesina        | 0          |
|                                                     | Partido Nueva Alianza                                  | 0          |
| Fuente: Instituto Electoral del Estado de Campeche. |                                                        |            |

En Campeche el Resultado fue muy cerrado entre Calderon y Obrador